# Basses dels aglàbides

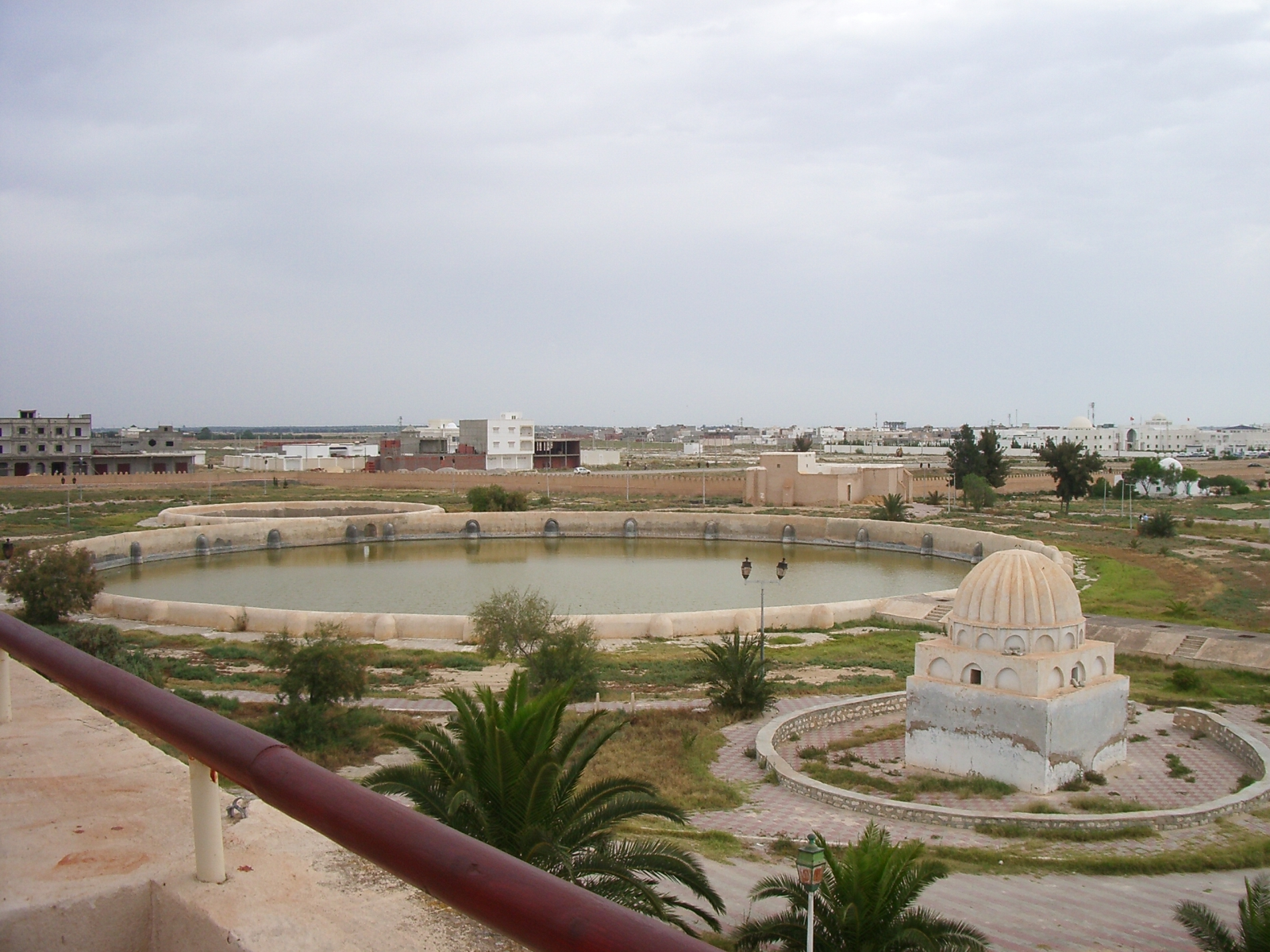
Una de les basses

Les basses dels aglàbides (àrab: فسقية الأغالبة, fisqiyyat al-aḡāliba) són quinze basses situades a la ciutat de Kairuan, començades a construir pel governador Ubayd-Al·lah ibn al-Habhab per ordre del califa omeia Hixam ibn Abd al-Màlik, per proveir d'aigua la ciutat.
La bassa més famosa la va construir l'emir aglàbida Ibrahim entre el 859 i el 863, formada per dues cisternes a cel obert comunicades entre si. La gran bassa és un polígon circular amb 64 costats, de 129,67 metres de diàmetre interior, amb una capacitat de 57.764 m³. La bassa petita és un polígon de 17 costats de 37,40 metres de diàmetre interior i una capacitat de 4.119 m³.
L'aigua ve de l'Oued Mergellil i es recollia a la bassa petita per passar després a la gran.
Avui dia són visitades pels turistes.